# فنایی (خوی)

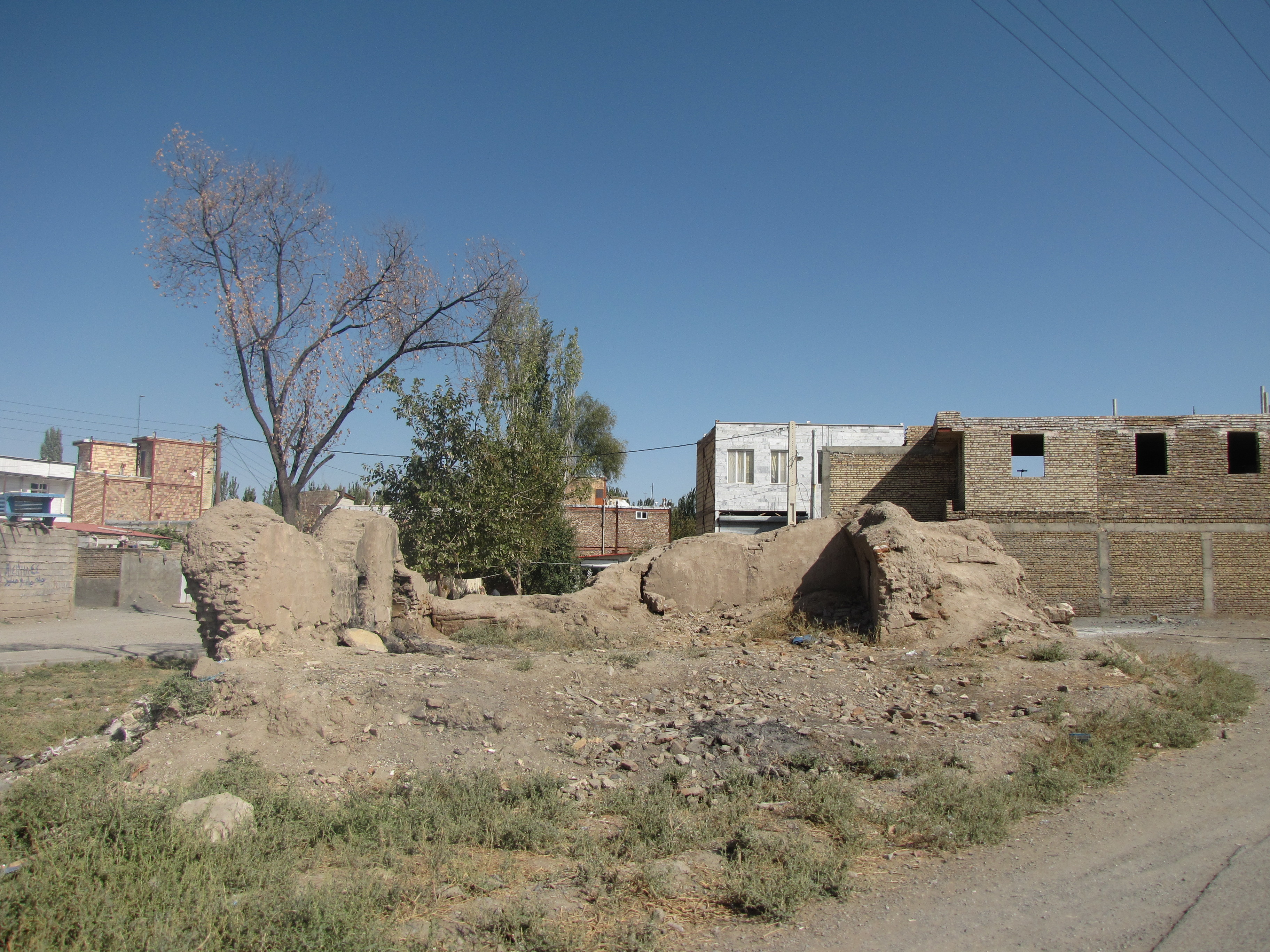
عکسی از روستا فنایی (خوی)

اینجا روستای دیزج هریک است. در این روستا کلیسا وجود دارد که مشاهده میکنید.

## جمعیت
این روستا در دهستان قره‌سو قرار داشته و بر اساس سرشماری سال ۱۳۸۵ جمعیت آن ۷۲۳ نفر (۲۰۶ خانوار)
بوده‌است.

## آثار تاریخی
- کلیسای دیزج هریک